# Arby's
Arby's er en amerikansk fastfood sandwichrestaurantkæde med over 3.300 restauranter i USA.
Arby's er en del af Inspire Brands.